# Michael Jacklin
Michael Jacklin es un escultor neerlandés, nacido el 13 de mayo de 1956 en Ámsterdam, Holanda Septentrional.

## Datos biográficos
Desde mediados de la década de 1980, ha expuesto sus esculturas con regularidad en diferentes galerías de Ámsterdam.
En el año 1990 obtuvo el Premio Charlotte van Pallandt, de carácter bienal y concedido a las jóvenes promesas de la escultura en los Países Bajos.
Una de sus obras, es una pieza sin título, Zonder titel  en neerlandés, que forma parte del proyecto Sokkelplan de La Haya, obra de 1993.

## Obras
Michael Ross Jacklin ha trabajado principalmente para el espacio público. Desde 1984 hizo piezas de hierro soldado y curvado mecánicamente. Las formas suaves y redondeadas de sus primeras piezas, tuvieron títulos líricos como escondido entre las nubes. En los años noventa endureció su estilo y pasó a construcciones abstractas, generalmente de acero. Inicialmente se guía por el minimalismo de aquellos escultores por los que siente afinidad, como Donald Judd y Sol LeWitt. Creó esculturas cerradas, imitando estructuras arquitectónicas y puentes. Sus últimas obras son maclas más abiertasy transparentes.
- Zonder Titel (1993) , La Haya , dentro del proyecto Sokkelplan.

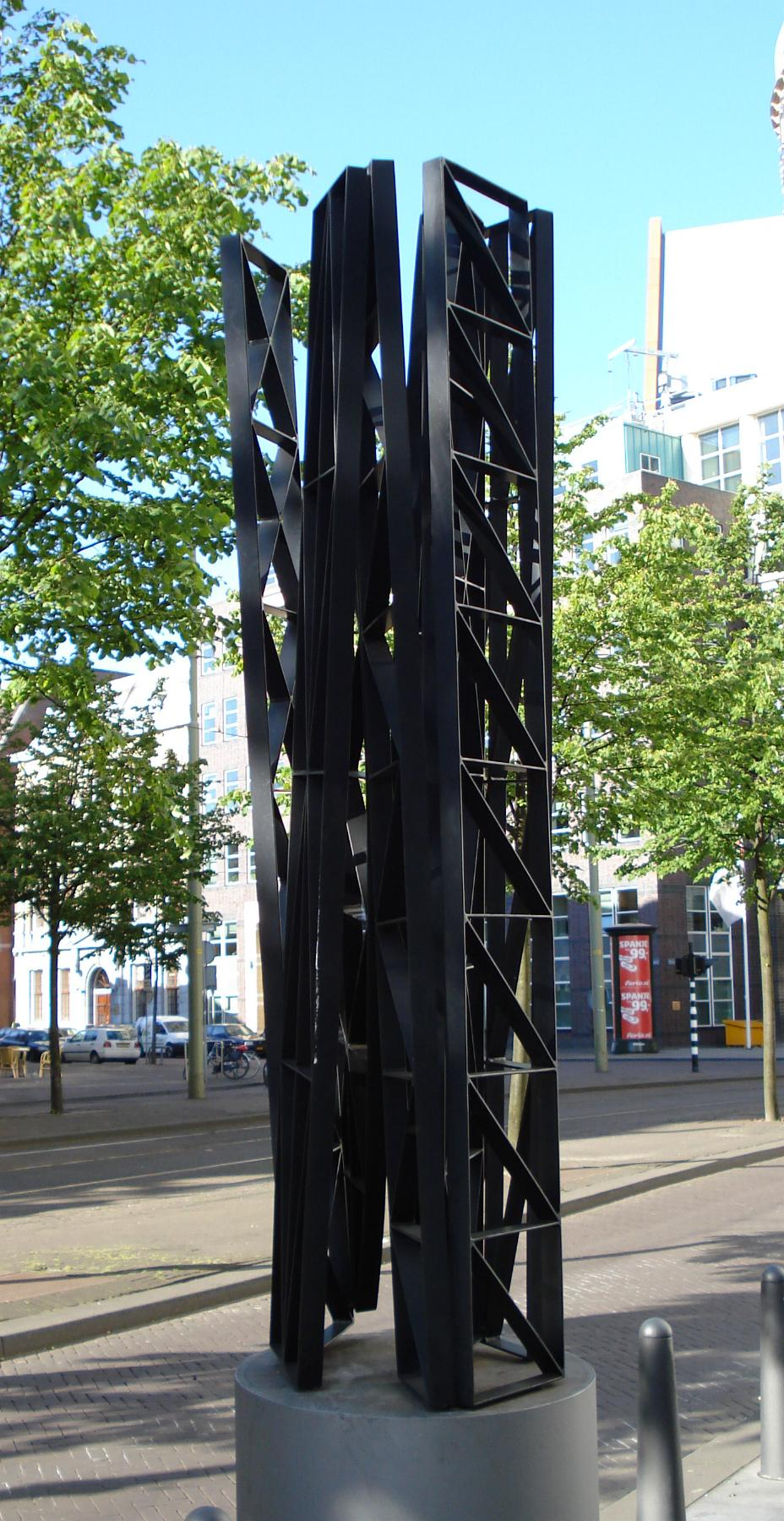
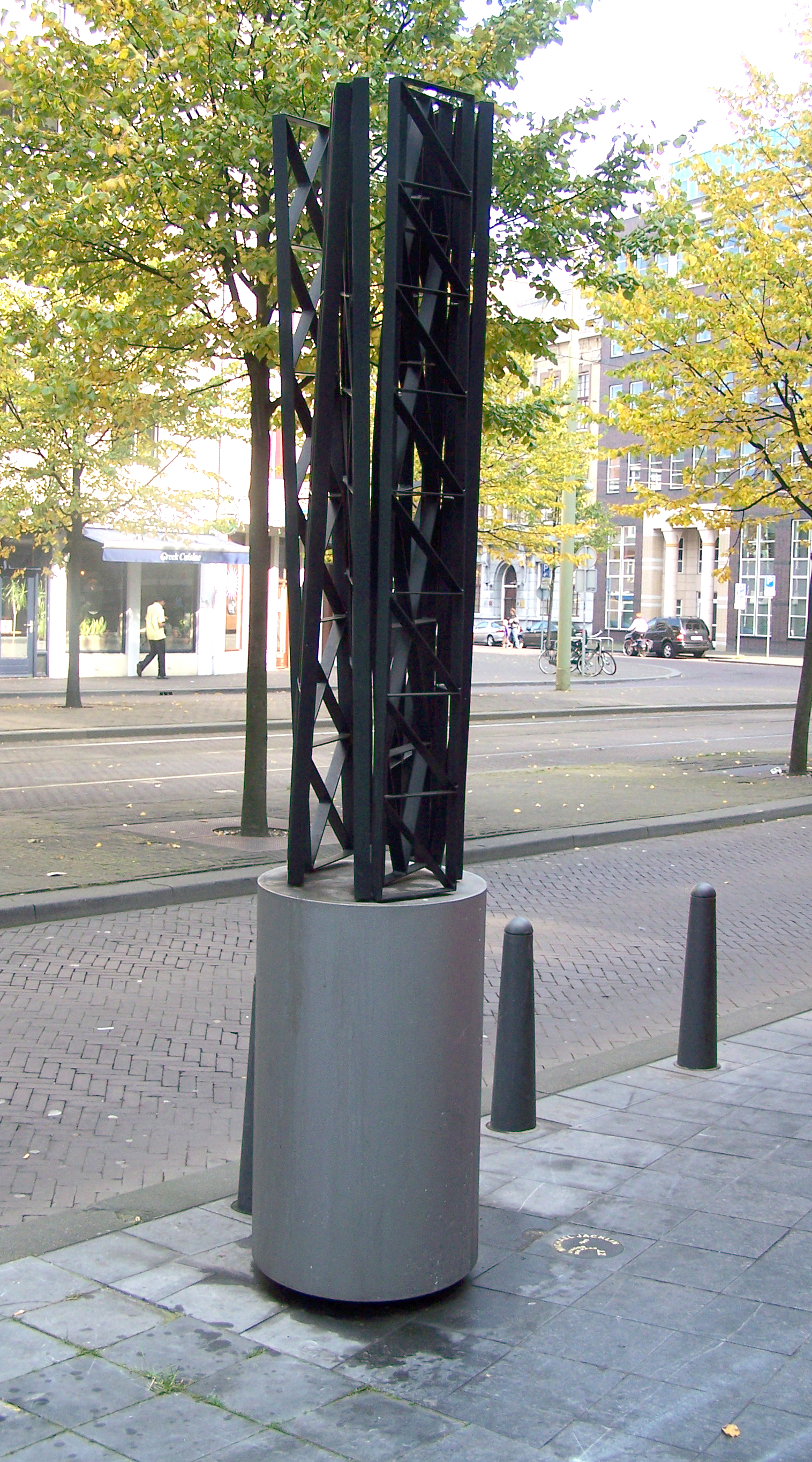
Pulsar para ampliar.

- Zonder Titel (1997) , Róterdam

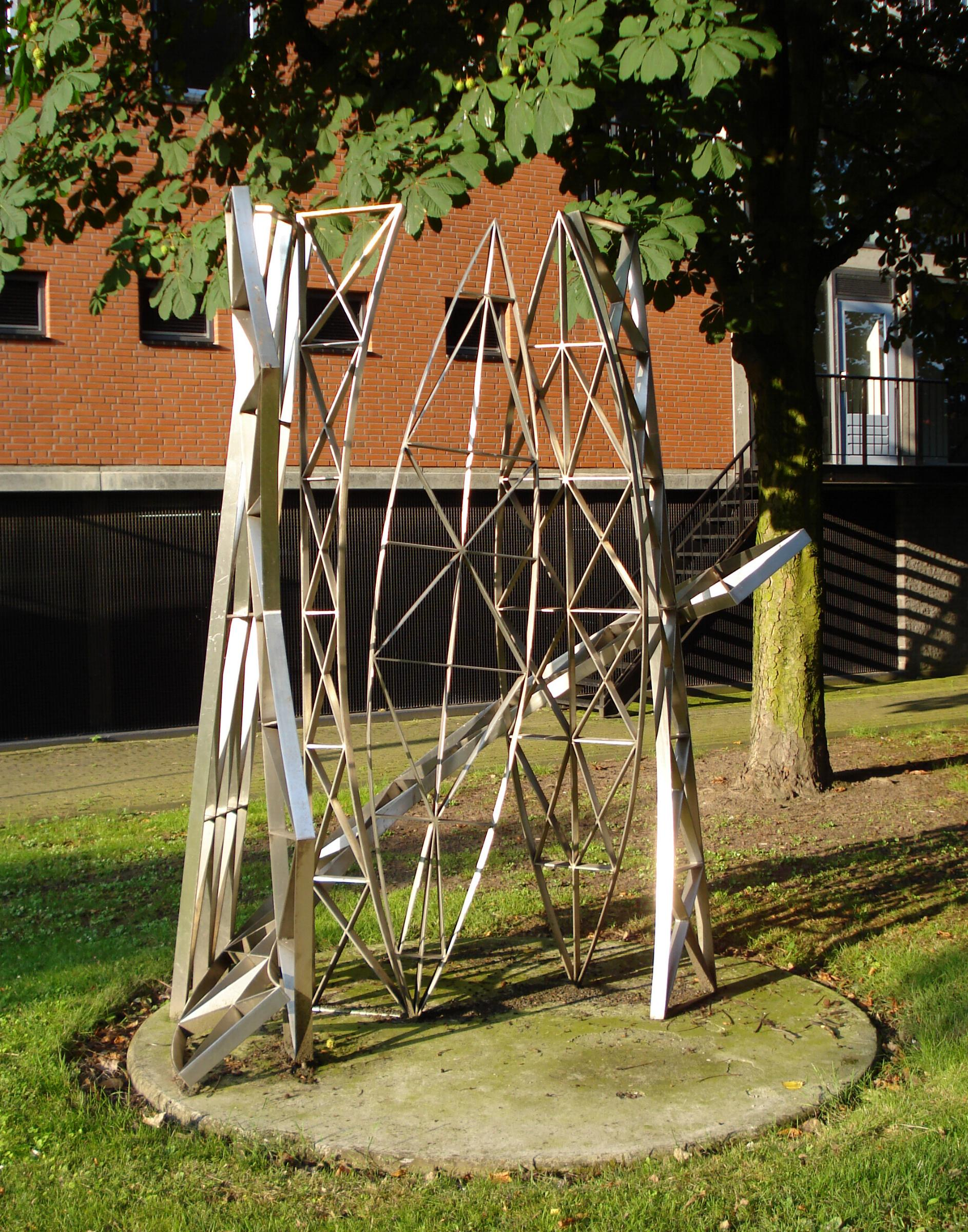
Pulsar para ampliar.

- I for I (2001) , Aalsmeer